# Sarax socotranus
Espèce
Synonymes
- Charinus socotranus Weygoldt, Pohl & Polak, 2002

Sarax socotranus est une espèce d'amblypyges de la famille des Charinidae.

## Distribution
Cette espèce est endémique de Socotra au Yémen,. Elle se rencontre dans les grottes Hoq, Momi et Ghiniba.

## Description
La carapace du mâle décrit par Miranda, Giupponi, Prendini et Scharff en 2021 mesure 3,13 mm de long sur 4,13 mm.

## Systématique et taxinomie
Cette espèce a été décrite sous le protonyme Charinus socotranus par Weygoldt, Pohl et Polak en 2002. Elle est placée dans le genre Sarax par Miranda, Giupponi, Prendini et Scharff en 2021.

## Étymologie
Son nom d'espèce lui a été donné en référence au lieu de sa découverte, Socotra.

## Publication originale
- Weygoldt, Pohl & Polak, 2002 : « Arabian whip spiders: four new species of the genera Charinus and Phrynichus (Chelicerata: Amblypygi) from Oman and Socotra. » Fauna of Arabia, vol. 19, p. 289-309.